# Fédération du Botswana de football
La Fédération du Botswana de football (Botswana Football Association (en) BFA) est une association regroupant les clubs de football du Botswana et organisant les compétitions nationales et les matchs internationaux de la sélection du Botswana.
La fédération nationale du Botswana est fondée en 1970. Elle est affiliée à la FIFA depuis 1978 et est membre de la CAF depuis 1976.